# Стрик, Уэсли
Уэсли Стрик (англ. Wesley Strick, род. 11 февраля 1954, Нью-Йорк, США) — американский сценарист, написавший сценарии к таким фильмам, как хит комедийных фильмов ужасов «Арахнофобия», ремейк «Мыса страха» Мартина Скорсезе и экранизация видеоигры «Doom».

## Жизнь и карьера
Стрик родился в Нью-Йорке, сын Раселл (в девичестве Кесслер) и Луи Стриков. Окончил Калифорнийский университет в Беркли, где учился писательскому мастерству вместе с поэтом Томом Ганном. До карьеры в Голливуде работал журналистом в Нью-Йорке.
Был одним из многих сценаристов, участвовавших в написании сценария к известному так и неснятому фильму «Супермен жив». В качестве сценарного доктора дорабатывал сценарии фильмов «Бэтмен возвращается», «Без лица» и «Миссия невыполнима 2». Сценарий Стрика к фильму «Верящий в правду» в 1990 году был номинирован на премию Эдгара Аллана По как лучший детектив. Стрик совместно с Джимом Харрисоном в 1995 году получил премию «Сатурн» за сценарий фильма «Волк» с Джеком Николсоном в главной роли.
Его первый роман «Там, во тьме» (Out There in the Dark) был опубликован издательством St. Martin’s Press в феврале 2006 году. Его второй роман «Whirlybird» доступен в виде Kindle book на сайте Amazon.com.
С 1995 года Стрик работает творческим советником в Лаборатории сценаристов института Сандэнс. В 2008 году Стрик совместно с Эриком Хайссерером написал сценарий к ремейку фильма «Кошмар на улице Вязов», где режиссёром выступил Сэмюэль Бейер, а в главных ролях снялись Джеки Эрл Хейли и Руни Мара. Фильм получил премию «Выбор народа» как любимый фильм ужасов 2010 года.
Стрик — соавтор сценария американского ремейка бельгийского триллера «Лофт» 2008 года. Режиссёр: Эрик Ван Лой — создатель оригинала, главные роли в ремейке исполняют Джеймс Марсден, Карл Урбан, Эрик Стоунстрит и Уэнтуорт Миллер.

## Фильмография
- 1989 — Верящий в правду / True Believer (сценарист)
- 1990 — Арахнофобия / Arachnophobia (сценарист)
- 1991 — Мыс страха / Cape Fear (сценарист)
- 1992 — Окончательный анализ / Final Analysis (сценарист)
- 1994 — Волк / Wolf (сценарист)
- 1995 — Тугая петля / The Tie That Binds (режиссёр)
- 1997 — Святой / The Saint (сценарист)
- 1998 — Форс-мажор / Return to Paradise (сценарист)
- 2001 — Женатый / Hitched (режиссёр, сценарист)
- 2001 — Стеклянный дом / The Glass House (сценарист)
- 2005 — Doom / Doom (сценарист)
- 2006 — Любовь — это наркотик / Love is the Drug (сценарист, исполнительный продюсер)
- 2010 — Кошмар на улице Вязов / A Nightmare on Elm Street (сценарист)
- 2014 — Лофт / The Loft (сценарист)